# Lokorsko, Sofia-capitala
Lokorsko (în bulgară Локорско) este un sat în comuna Stolicina, regiunea Sofia-capitala,  Bulgaria. 

## Demografie
Componența etnică a satului Lokorsko
     Bulgari (96,42%)
     Nicio identificare (3,57%)
     Altele (0%)
La recensământul din 2011, populația satului Lokorsko era de 615 locuitori. Din punct de vedere etnic, majoritatea locuitorilor (96,42%) erau bulgari. Pentru 3,57% din locuitori nu este cunoscută apartenența etnică.